# 扯淡地球史
《扯淡地球史》（英語：Cunk on Earth）是一部英國仿纪录片，由黛安·摩根主持，其曾主持另一同類節目《扯淡英国史》；此節目使她獲提名英國電視學院獎喜劇節目最佳女演員。節目製作人為查理·布鲁克。節目於2022年9月19日在英國廣播公司第二台首播，2023年1月23日上載至網飛。

## 節目內容
菲洛梅娜·孔克（黛安娜·摩根飾）環游世界，並訪問專家關於人類歷史，包括從人類起源，早期文明，工業革命和世界大戰等。訪問專家期間，孔克提出一些無厘頭問題，使不預先得知提問內容的專家嚇得不知所措。
這電視劇在爛番茄上，基於23條評論而獲得100%正面評價，平均分數為7.7/10。

## 集數
| 集數 | 標題         | 導演          | 上線日期      |
| ---- | ------------ | ------------- | ------------- |
| 1    | 起初         | 克里斯琴·瓦特 | 2022年9月19日 |
| 2    | 兩強廝殺     | 克里斯琴·瓦特 | 2022年9月20日 |
| 3    | 偉哉文藝復興 | 克里斯琴·瓦特 | 2022年9月20日 |
| 4    | 機械化誕生   | 克里斯琴·瓦特 | 2022年9月20日 |
| 5    | 世界大戰？   | 克里斯琴·瓦特 | 2022年9月20日 |

## 外部連結
- 互联网电影数据库（IMDb）上《扯淡地球史》的资料（英文）